# Lichtenfels (district)
Districtul Lichtenfels este un district rural (germană: Landkreis) din regiunea administrativă Franconia Superioară, landul Bavaria, Germania.

## Orașe și comune
| orașe 1. Bad Staffelstein (10.686) 2. Burgkunstadt (6.926) 3. Lichtenfels (21.369) 4. Weismain (4.821) comune (târg) 1. Ebensfeld (5.690) 2. Marktgraitz (1.339) 3. Marktzeuln (1.755) | comune 1. Altenkunstadt (5.612) 2. Hochstadt a.Main (1.714) 3. Michelau i.OFr. (6.871) 4. Redwitz a.d.Rodach (3.409) |